# 伊麗莎·季魯馬

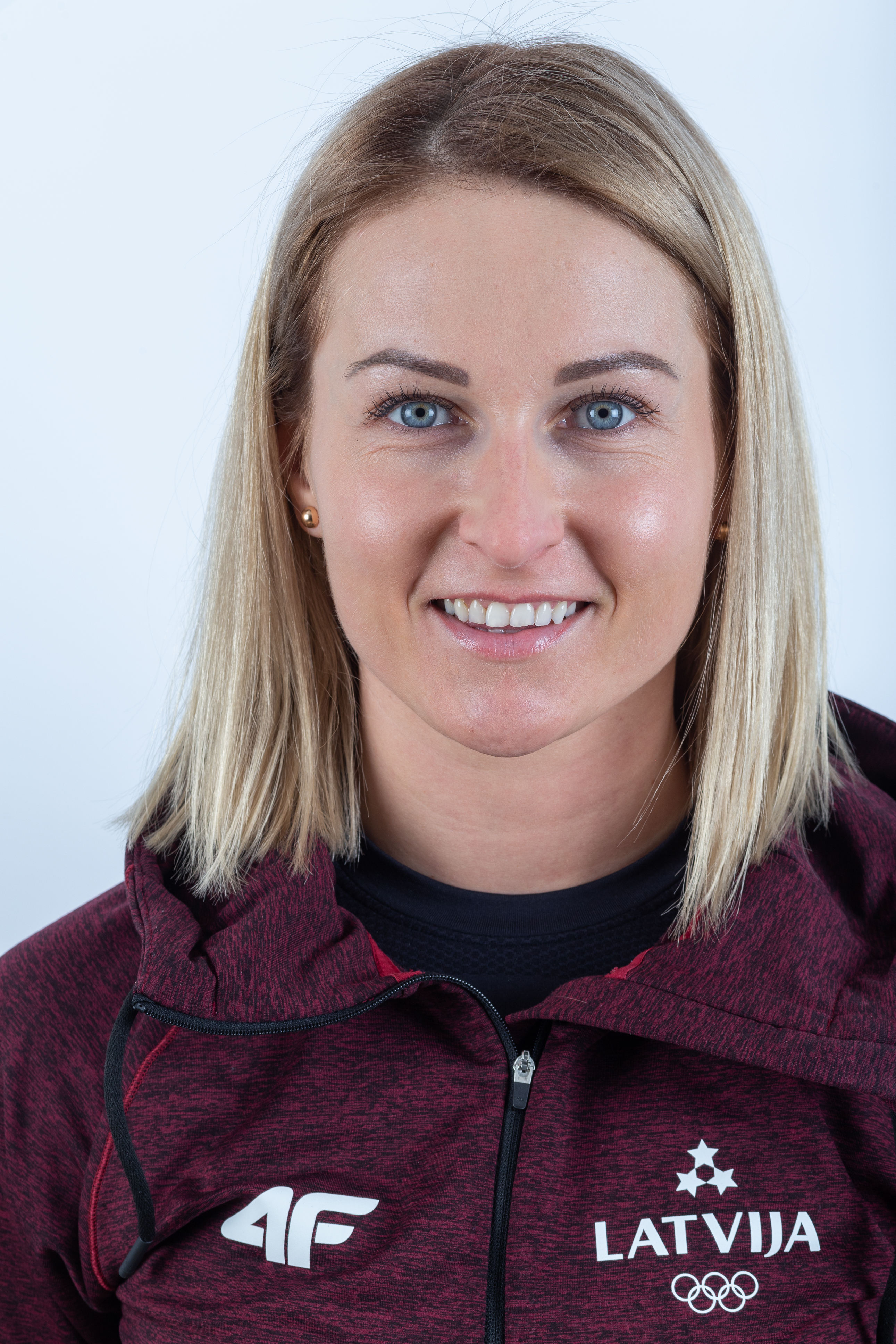
伊丽莎·季鲁马，2018年

伊麗莎·季魯馬（1990年8月21日—），拉脫維亞雪橇運動員，她代表拉脫維亞隊參加了中國舉行的2022年冬季奧林匹克運動會，並且在混合團體接力比賽上獲得銅牌。